# Tírvia
Tírvia è un comune spagnolo situato nella comunità autonoma della Catalogna.